# Hugh Farquharson
Hugh Miller Farquharson (* 14. November 1911 in Montréal, Québec; † 27. März 1985) war ein kanadischer Eishockeyspieler und -trainer.  

## Karriere
Hugh Farquharson begann seine Karriere als Eishockeyspieler an der McGill University, für deren Mannschaft er von 1927 bis 1934 aktiv war. Anschließend spielte er für die Montreal Royals. Als Gastspieler vertrat er mit den Port Arthur Bearcats 1936 Kanada bei den Olympischen Winterspielen. In der Saison 1936/37 trat er in Europa für die Southampton Vikings aus der English National League an. Von 1937 bis 1942 war er Cheftrainer der McGill University. In der Saison 1941/42 betreute er parallel zudem das Armeeteam Montreal Navy. 

### International
Für Kanada nahm Farquharson an den Olympischen Winterspielen 1936 in Garmisch-Partenkirchen teil, bei denen er mit seiner Mannschaft die Silbermedaille gewann. 

## Erfolge und Auszeichnungen
- 1936 Silbermedaille bei den Olympischen Winterspielen